# Erdoğmuş, Gediz
Erdoğmuş là một xã thuộc huyện Gediz, tỉnh Kütahya, Thổ Nhĩ Kỳ. Dân số thời điểm năm 2008 là 1.711 người.